# Ali Raza
Ali Raza (auch S. Ali Raza; * 9. Januar 1925 in Lucknow; † 1. November 2007 in Mumbai) war ein indischer Drehbuchautor (Dialogautor) und Filmregisseur.

## Leben
Ali Razas Karriere begann bei Mehboob Khan, für dessen Filme Andaz (1949), Aan (1952) und Mother India (1957) er die Dialoge schrieb. Er arbeitete auch für Sunil Dutts Reshma Aur Shera (1971) und zuletzt für den Film English Babu Desi Mem – Der Junge aus England und das indische Mädchen (1996).
1968 gewann er einen Filmfare Award als bester Dialogautor für seine Arbeit an der Literaturverfilmung Saraswatichandra.
Er hatte sein Regiedebüt mit dem Film Pran Jaye Par Vachan Na Jaye (1974) mit Sunil Dutt, Rekha und Iftekhar. Asha Bhosle erhielt für einen der Filmsongs einen Filmfare Award als beste Playbacksängerin. Seine zweite Regiearbeit war Jaanwar (1982) mit Zeenat Aman und Rajesh Khanna.
Ali Raza starb an Herzversagen.